# バーレーン国

バーレーン国
دولة البحرين

国歌: 我等のバーレーン
バーレーンの位置

バーレーン国（バーレーンこく、アラビア語: دولة البحرين Dawlat al-Baḥrayn）は、1971年から2002年までのバーレーンの国名及び政体である。
バーレーンは1971年にイギリスの植民地から首長国として独立し、2002年に立憲君主制の王国に移行した。

## 概要
バーレーンは長年イギリスの植民地であったが、1971年8月15日に独立した。当初は周辺の首長国と共にアラブ首長国連邦を結成する予定であったが、バーレーンは単独独立を選び、首長国連邦には加わらなかった。
独立後もアメリカやイギリスなどと友好関係を維持し、湾岸戦争では多国籍軍の一員としてイラクと交戦した。なお、この時バーレーンに多国籍軍の司令部が置かれた。
典型的なレンティア国家であり、王族のハリーファ家による絶対君主制の下で石油の輸出が進められ、飛躍的な経済発展が成し遂げられたが、絶対君主制に対する国民の不満が増大。2001年に民主化運動が起こり、翌2002年2月14日、議会が開設されて立憲君主制に移行して現在のバーレーン王国となった。